# Municipi de Limbaži
El municipi de Limbaži (en letó: Limbažu novads) és un dels 110 municipis de Letònia, que es troba localitzat al nord del país bàltic, i que té com a capital la localitat de Limbaži. El municipi va ser creat l'any 2009 després d'una reorganització territorial.

## Ciutats i zones rurals
- Limbaži (ciutat)
- Katvaru pagasts (zona rural)
- Limbažu pagasts (zona rural)
- Pāles pagasts (zona rural)
- Skultes pagasts (zona rural)
- Umurgas pagasts (zona rural)
- Vidrižu pagasts (zona rural)
- Viļķenes pagasts (zona rural)

## Població i territori
La seva població està composta per un total de 19.728 persones (2009). La superfície del municipi té uns 1.170,9 kilòmetres quadrats, i la densitat poblacional és de 16,85 habitants per kilòmetre quadrat.